# الدرگروو (آیووا)
الدرگروو (به انگلیسی: Eldergrove) یک منطقهٔ مسکونی در ایالات متحده آمریکا است که در آیووا واقع شده‌است. الدرگروو ۳۴۱٫۰۸ متر بالاتر از سطح دریا قرار دارد.